# Eugen Krčméry
Eugen Krčméry (23. února 1830 Horná Mičiná – 11. září 1891 Martin) byl slovenský knihkupec a vydavatel, zakladatel prvního slovenského knihkupectví.

## Život
Eugen Krčméry se narodil 23. února 1830 v Horné Mičiné. Učil se knihkupcem v Levoči a v Praze. V roce 1856 se stal knihkupcem v Banské Bystrici a založil tak první slovenské knihkupectví, které objednávalo a rozšiřovalo slovanské a i jiné slovanské knihy nejen po Slovensku, ale i v zahraničí. Např. vydal Spisy básnické Andreje Sládkoviče. V roce 1871 sestavil a vydal s bratrem Augustem Horislavem Slovenský spoločenský spevník. Podporoval slovenské školy, divadla a další kulturní události. V roce 1880 byl nucen knihkupectví a nakladatelství uzavřít a dále pracoval jako úředník ve spořitelně v Martině.